# Анхаузен
Анхаузен (нем. Anhausen) — община в Германии, в земле Рейнланд-Пфальц. 
Входит в состав района Нойвид. Подчиняется управлению Ренгсдорф.  Население составляет 1323 человека (на 31 декабря 2010 года). Занимает площадь 9,54 км².